# Фидон (один из Тридцати тиранов)
Фидон (умер после 403 года до н. э.) — древнегреческий политический деятель, один из Тридцати тиранов, правивших Афинами в 404—403 годах до н. э.

## Биография
Фидон упоминается у Ксенофонта как член коллегии Тридцати (позже её членов стали называть «Тридцатью тиранами»), к которой перешла власть над Афинами в 404 году до н. э., после поражения в Пелопоннесской войне. Известно, что Фидон принадлежал к той трети членов совета, которая была избрана экклесией, и представлял филу Эантида. О дальнейшей его судьбе точных сведений нет. При этом античные авторы сообщают, что большинство «тиранов» после поражения в гражданской войне бежало в Элевсин (403 год до н. э.), и позже одни предстали перед судом, другие были убиты, а третьи нашли убежище в других регионах Греции.